# 天主教美因茨教区
天主教美因茨教區（拉丁語：Dioecesis Moguntinus）是羅馬天主教以德國中南部萊茵蘭-普法爾茨首府美因茨為中心的一個教區，屬弗賴堡總教區。
教區於2012年時有教友754,380人，2008年時有336個堂區、533名司鐸、121名執事、134名修士和362名修女。現任教區主教為伯多祿·科爾格拉夫。教區分為兩個不相連的部分，分別位於萊茵蘭-普爾法茨和黑森。
教區於4世紀成立，747年升為總教區，1801年11月29日被降為教區。歷史上總教區總主教是神聖羅馬帝國七位選帝侯之一，直至選舉權被轉移至雷根斯堡教區主教為止。